# Ri Ho-jun
Ri Ho-jun (en coréen : 리호준, né le 1er décembre 1946) est un tireur sportif nord-coréen.
Il remporte la médaille d'or de carabine 50 m, couché, lors des Jeux olympiques de 1972 à Munich.